# سیل‌بند گودو
سیل‌بند گودو (به انگلیسی: Guddu Barrage) یک سد رودخانه‌ای در پاکستان است که در ناحیه کشمور واقع شده‌است.